# Khaya
Khaya („Afrikanisches Mahagoni“, englisch: „African Mahogany“, französisch: „Acajou“) ist eine Pflanzengattung in der Familie der Mahagonigewächse (Meliaceae). Die etwa sechs Arten kommen im tropischen Afrika südlich der Sahara vom Senegal bis Uganda, im Süden bis Tansania und Angola, sowie in Madagaskar und auf den Komoren vor.

## Beschreibung

### Erscheinungsbild und Laubblätter
Khaya-Arten wachsen als Bäume. Die wechselständig und spiralig an den Zweigen angeordneten Laubblätter sind gestielt. Die Blattspreiten sind unpaarig gefiedert. Die kahlen Fiederblättchen besitzen einen glatten Rand.

### Blütenstände und Blüten
In seiten- oder fast endständigen, thyrsigen Blütenständen stehen viele Blüten zusammen. Khaya-Arten sind einhäusig getrenntgeschlechtig (monözisch). Die Blüten wirken wie zwittrig sind aber funktional eingeschlechtig.
Die Blüten sind radiärsymmetrisch und vier- oder fünfzählig mit doppelter Blütenhülle. Die vier oder fünf Kelchblätter sind nur an ihrer Basis verwachsen. Die vier oder fünf Kronblätter sind frei und gedreht. Die acht oder zehn Staubblätter sind untereinander krug-, kessel- oder becherförmig verwachsen. Der Diskus ist polsterförmig. Vier oder fünf Fruchtblätter sind zu einem oberständigen, vier- oder fünfkammerigen Fruchtknoten verwachsen. Jede Fruchtknotenkammer enthält meist 12 bis 16 (selten bis zu 18) amphitrope Samenanlagen. Die Narbe ist scheibenförmig mit vier oder fünf Furchen am oberen Ende.

### Früchte und Samen
Die mehr oder weniger kugeligen Kapselfrüchte sind bei Reife holzig und öffnen sich mit vier oder fünf Klappen. Die rundherum häutig geflügelten Samen enthalten spärlich Endosperm und einen Embryo mit zwei flachen Keimblättern (Kotyledonen) sowie seitlicher Radicula.

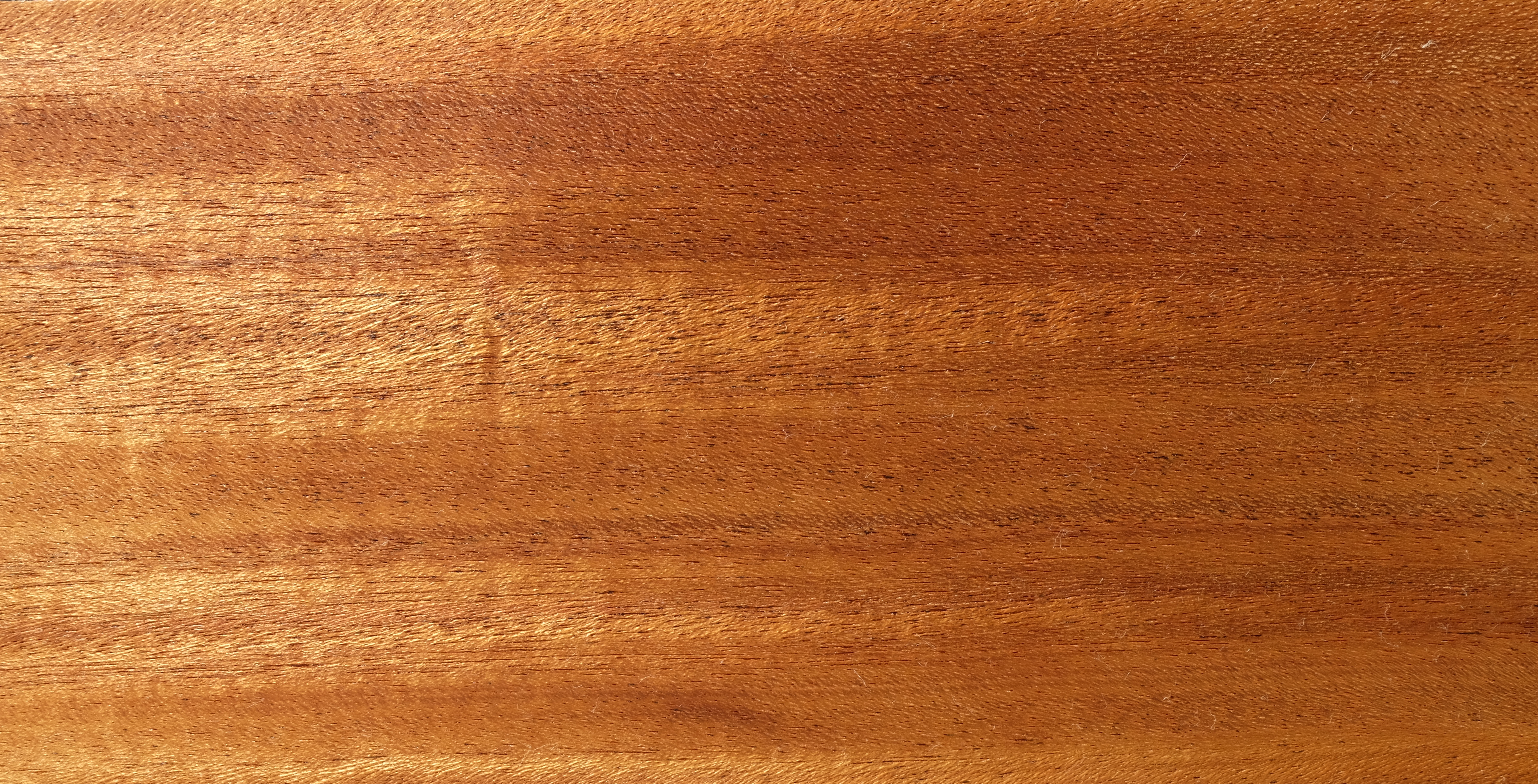
Holz des Khaya-Mahagoni

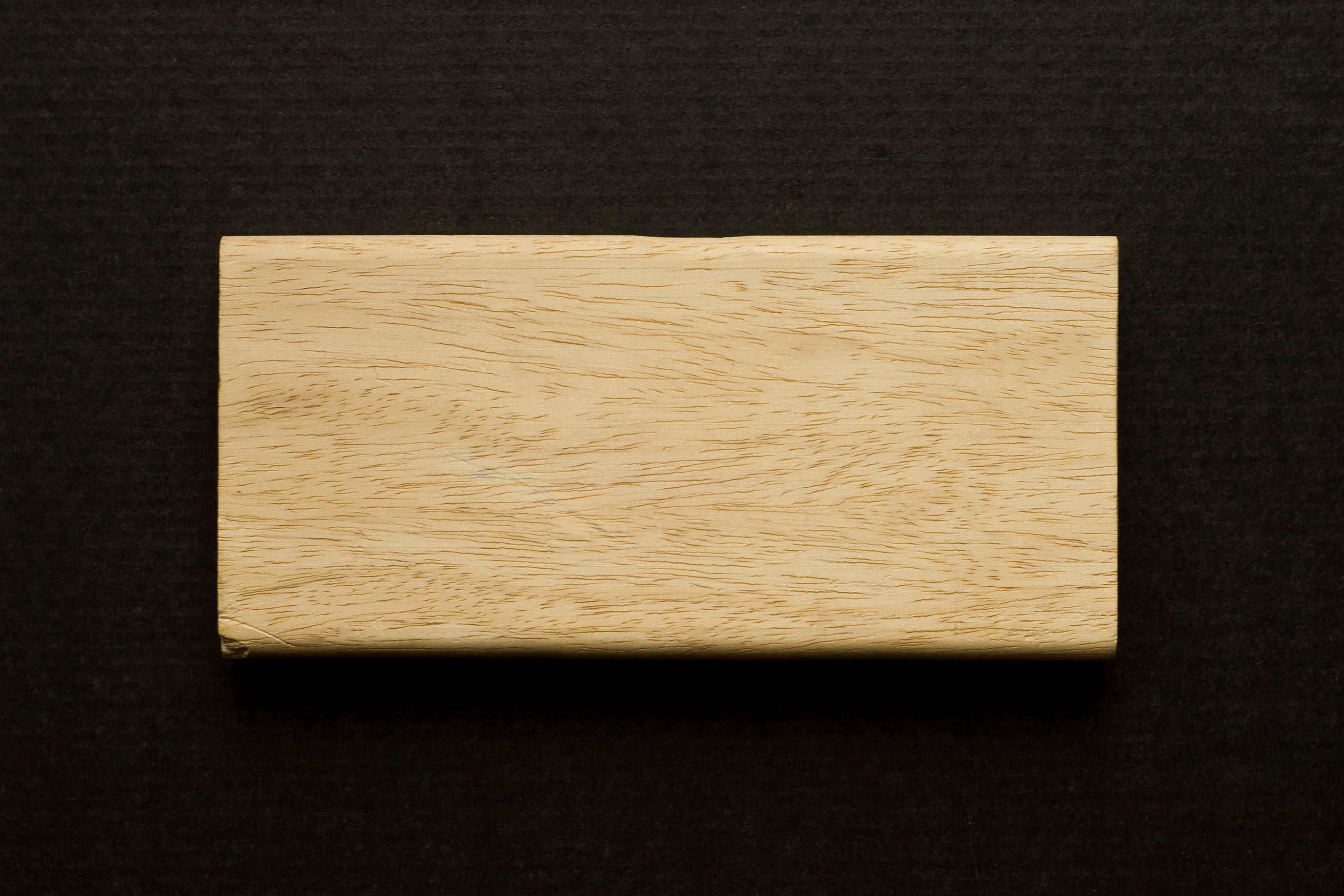
„White Mahogany“-Holz.

## Nutzung

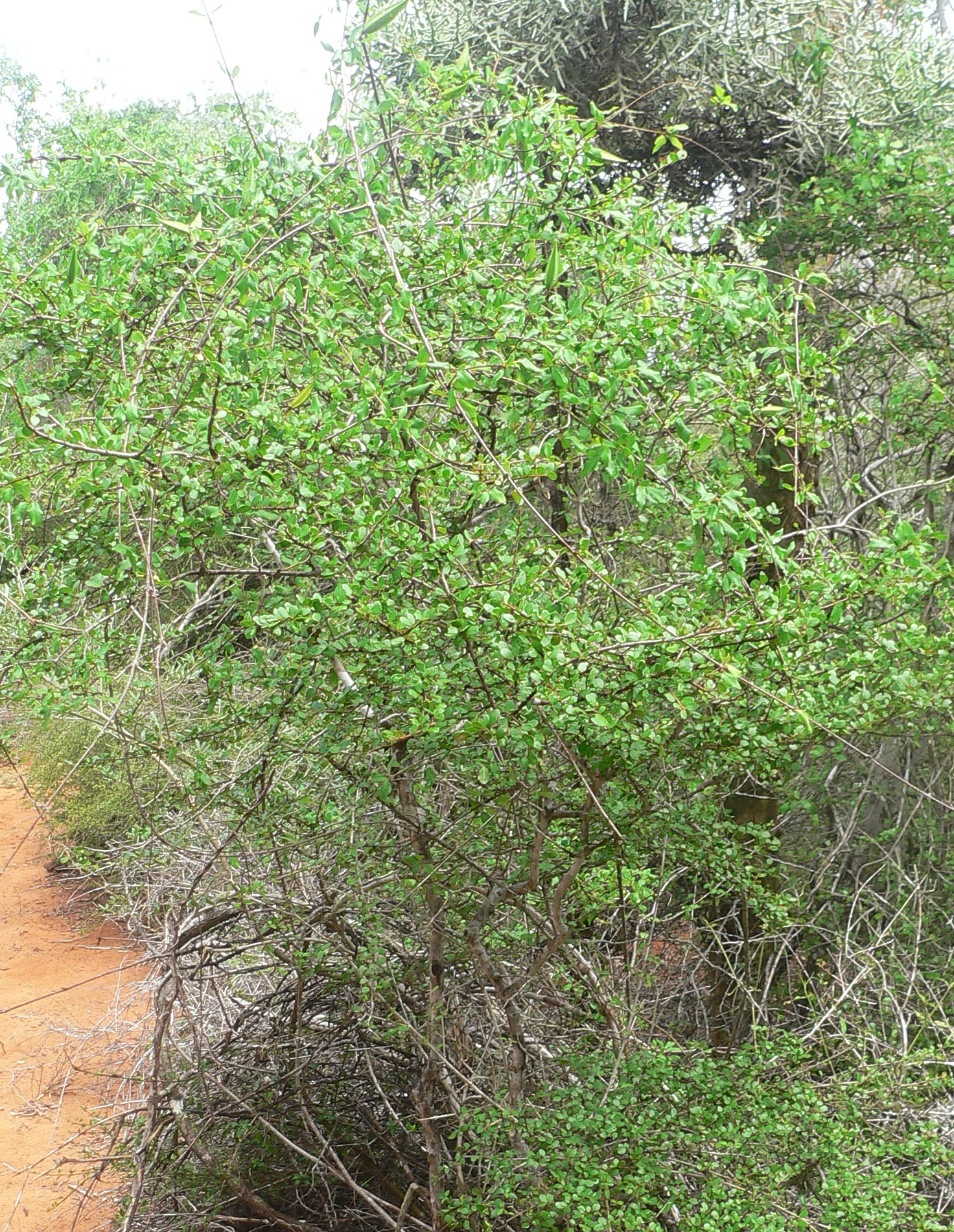
Habitus von Khaya madagascariensis.

Das Holz (weitere Handelsnamen Khaya Mahagoni, Grand Bassam, N'Dola, N'Gollon, Undianunu, Zaminguila) hat eine Dichte von 720 bis 750 kg/m3. Es wird unter anderem für Arbeitsplatten, Furniere, Parkett, Musikinstrumente und Bootsausbau verwendet.

## Systematik
Die Gattung Khaya wurde durch Adrien Henri Laurent de Jussieu 1830 in Mémoires du Muséum d'Histoire Naturelle, 19, S. 249, Tafel 10 aufgestellt. Typusart ist Khaya senegalensis (Desr.) A.Juss.. Ein Synonym für Khaya A.Juss. ist Garretia Welw. .
Die Gattung Khaya enthält etwa sechs Arten (hier mit ihrer Verbreitung):
- Khaya anthotheca (Welw.) C.DC. (Syn.: Garretia anthotheca Welw., Khaya nyasica Stapf ex Baker f.): Das Verbreitungsgebiet liegt im südlichen Afrika.
- Khaya grandifoliola C.DC.: Sie ist am weitesten verbreitet, bis nach Kamerun, Kongo, Angola und Uganda.
- Khaya ivorensis A.Chev.: Sie kommt in Ghana und der Elfenbeinküste vor.
- Khaya madagascariensis Jum. & H.Perrier: Sie kommt in Madagaskar und auf den Komoren vor. Sie wird in der Roten Liste der gefährdeten Arten der IUCN als „endangered“ = „stark gefährdet“ eingestuft.[6]
- Khaya senegalensis (Desr.) A.Juss. (Syn.: Swietenia senegalensis Desr.): Das weite Verbreitungsgebiet liegt im tropischen Afrika.

Khaya gehört zur Familie der Meliaceen oder Mahagonigewächse, zu der auch die Gattungen Swietenia (Arten daraus werden „Amerikanische Mahagoni“ genannt) und Entandrophragma (Arten dieser Gattung tragen die Namen „Sipo“, „Sapelli“, „Kosipo“ und „Tiama“) gehören.